# 國際中提琴協會
国际中提琴协会（英語：International Viola Society）是一个致力于中提琴演奏者的国际组织。目前，总部位于荷兰多德雷赫特，协会赞助年度国际中提琴大会的舉行。成立的宗旨包括在世界范围内提升中提琴演奏的标准、与中提琴历史有关的研究、音樂出版商的出版工作，以及支持普里姆羅斯国际中提琴档案馆等。
由弗朗茨·澤林格（Franz Zeyringer）創設於1968年，當時稱「中提琴研究會」（Viola-Forschungsgellschaft）。1979年起，發行多語言的中提琴年刊，直到1994年為止。組織在世界多國設有分部，頒設許多與中提琴相關的獎項。
目前，國際中提琴協會共有21個分部，位於澳洲、新西蘭、巴西、加拿大、中國、芬蘭、法國、德國、英國、冰島、義大利、奈及利亞、荷蘭、波蘭、葡萄牙、南非、西班牙、瑞士、泰國、土耳其以及美國等國。

## 外部連結
- 官方网站